# Bolivaritettix javanicus
Bolivaritettix javanicus är en insektsart som först beskrevs av Bolívar, I. 1909.  Bolivaritettix javanicus ingår i släktet Bolivaritettix och familjen torngräshoppor. Inga underarter finns listade i Catalogue of Life.